# Où aller
Chansons représentant la France au Concours Eurovision de la chanson
Sentiments Songes
(1997) Je veux donner ma voix
(1999)
Où aller est une chanson interprétée par Marie Line pour représenter la France au Concours Eurovision de la chanson 1998 qui se déroulait à Birmingham, Royaume-Uni.

## Concours Eurovision de la chanson
Elle est interprétée en français, langue nationale, comme l'impose la règle entre 1976 et 1999. L'orchestre dirigé par Martin Koch, il sera le dernier chef d'orchestre à diriger un orchestre pour la France.
Il s'agit de la troisième chanson interprétée lors de la soirée, après Thalassa (en) qui représentait la Grèce avec Mia krifi evesthisia (el) et avant Mikel Herzog (en) qui représentait l'Espagne avec ¿Qué voy a hacer sin ti? (en). À l'issue du vote, elle a obtenu 3 points, se classant 24e sur 25 chansons,.

## Liste des titres
| 1. | Où aller                         | Marie Line Marolany, Jean-Philippe Dary, Moïse Crespy, Micaël Sene | Marie Line Marolany, Jean-Philippe Dary, Moïse Crespy, Micaël Sene | 3:11 |
| 2. | Où aller (version instrumentale) |                                                                    | Marie Line Marolany, Jean-Philippe Dary, Moïse Crespy, Micaël Sene | 3:11 |

## Historique de sortie
| Pays   | Date | Format    | Label         |
| ------ | ---- | --------- | ------------- |
| France | 1998 | CD single | Delabel (EMI) |